# Славянский гусарский полк
Славя́нский гусарский полк — российский гусарский поселенный полк, сформированный в 1776 году из состава Бахмутского, Венгерского, Валашского, Жёлтого, Молдавского, Сербского и Чёрного полков и эскадронов, оставшихся от расформированных Грузинского гусарского полка и Московского легиона на территории Азовской и Новороссийской губернии в связи с упразднением Запорожской Сечи для защиты южных границ Российской империи. Получил название «Славянского», так как в его состав вошли преимущественно представители славя́н, балканских поселенцев из Славяносербии. Предполагалось, что греки, малороссы, поляки, сербы, черногорцы, болгары и другие выходцы из балканских стран, как славяне по крови и православные по вероисповеданию, должны обладать особой преданностью своей новой Родине.

## История
10 июля 1774 года между Российской и Османской империями заключен Кучук-Кайнарджийский мирный договор, согласно которому Россия получила обширные земли. Несмотря на это, на территории Кубани, бывшей тогда частью Крымского ханства, регулярно случались боестолкновения с лояльными туркам формированиями.
В июне 1775 года Крымский хан Девлет-Гирей IV при поддержке закубанских горцев напал на крепость Эни-Копыл (на месте нынешнего Славянска-на-Кубани). Целью нападения было уничтожение кубанского сераскира (наместника крымского хана) Шагин-Гирея, претендовавшего на престол Крымского ханства. Крепость была разрушена, Шагин-Гирей бежал к русской границе. Давлет-Гирей двинулся в след, намереваясь наказать ногайцев-едисан, помогавших Шагин-Гирею, но был разбит в результате столкновения русским отрядом под командованием подполковника Бухвостова. Шагин-Гирей заручился поддержкой российского правительства, которое отправило на Кубань военную экспедицию под командованием генерала Бринка. В результате Шагин-Гирей был признан крымским ханом, а Россия закрепилась в регионе.
Участие в экспедиции Бринка принимали гусары Славянского гусарского полка, они также состояли в личном конвое Шагин-Гирея. После окончания активных боевых действий на занятой территории появляется ряд укреплений, возводимых под командованием А. В. Суворова. На одном из курганов вблизи разрушенного Эни-Копыла был построен Усть-Кубанский фельдшанец. Позднее Суворов переименовал его в фельдшанец Славя́нский, по названию Славя́нского гусарского полка, входившего в состав корпуса. Позднее на месте этого укрепления была образована станица Славя́нская, получившая в 1958 году статус города, который получил название Славя́нск-на-Кубани. С 1965 краевого подчинения.
В 1787 году, после очередного обострения между Российской и Османской империями, на Балканах, в Крыму и на Кубани возобновились боевые действия. Славя́нский гусарский полк в них уже не участвовал, так как в 1783—1784 годах по решению Г. А. Потёмкина русская кавалерия была реорганизована. Славянский гусарский полк переформирован в Таврический легкоконный полк Екатеринославской конницы, утратив статус поселенной части.

## Герб
Утверждён в 1776 году. По описанию, «в золотом поле, рука в латах, выходящая из облаков и держащая саблю».